# 306年
| 千纪： | 1千纪                                                                                           |
| 世纪： | 3世纪 \| 4世纪 \| 5世纪                                                                         |
| 年代： | 270年代 \| 280年代 \| 290年代 \| 300年代 \| 310年代 \| 320年代 \| 330年代                       |
| 年份： | 301年 \| 302年 \| 303年 \| 304年 \| 305年 \| 306年 \| 307年 \| 308年 \| 309年 \| 310年 \| 311年 |
| 纪年： | 丙寅年（虎年）；西晋永兴三年，光熙元年；成汉建兴三年，晏平元年；前赵元熙三年                    |

## 大事记
- 三月，東萊郡大族王彌隨劉伯根率領萬人反晉。
- 東海王司馬越攻入關中擊敗河間王司馬顒的軍隊，291年以來的八王之亂以司馬越取得最終勝利而告終。
- 李雄稱帝，國號「大成」（成漢）。
- 羅馬帝國西部的奧古斯都君士坦提烏斯一世去世，西部凱撒塞維魯二世升任西部奧古斯都，在约克军队拥立君士坦提乌斯一世的儿子君士坦丁一世为西部凱撒，羅馬城則擁立之前一任西部奧古斯都馬克西米安的兒子馬克森提烏斯為新任西部奧古斯都，引發塞維魯二世進兵羅馬，馬克森提烏斯自知世單力孤，遂擁立父親馬克西米安重新稱帝，擊敗塞維魯二世，塞維魯二世逃往拉文納受到圍攻後被迫投降。

## 逝世
- 司馬顒，晉宣帝司馬懿三弟安平獻王司馬孚孫，八王之亂的第七王。
- 7月25日——君士坦提烏斯一世，羅馬皇帝